# Gianni Motti

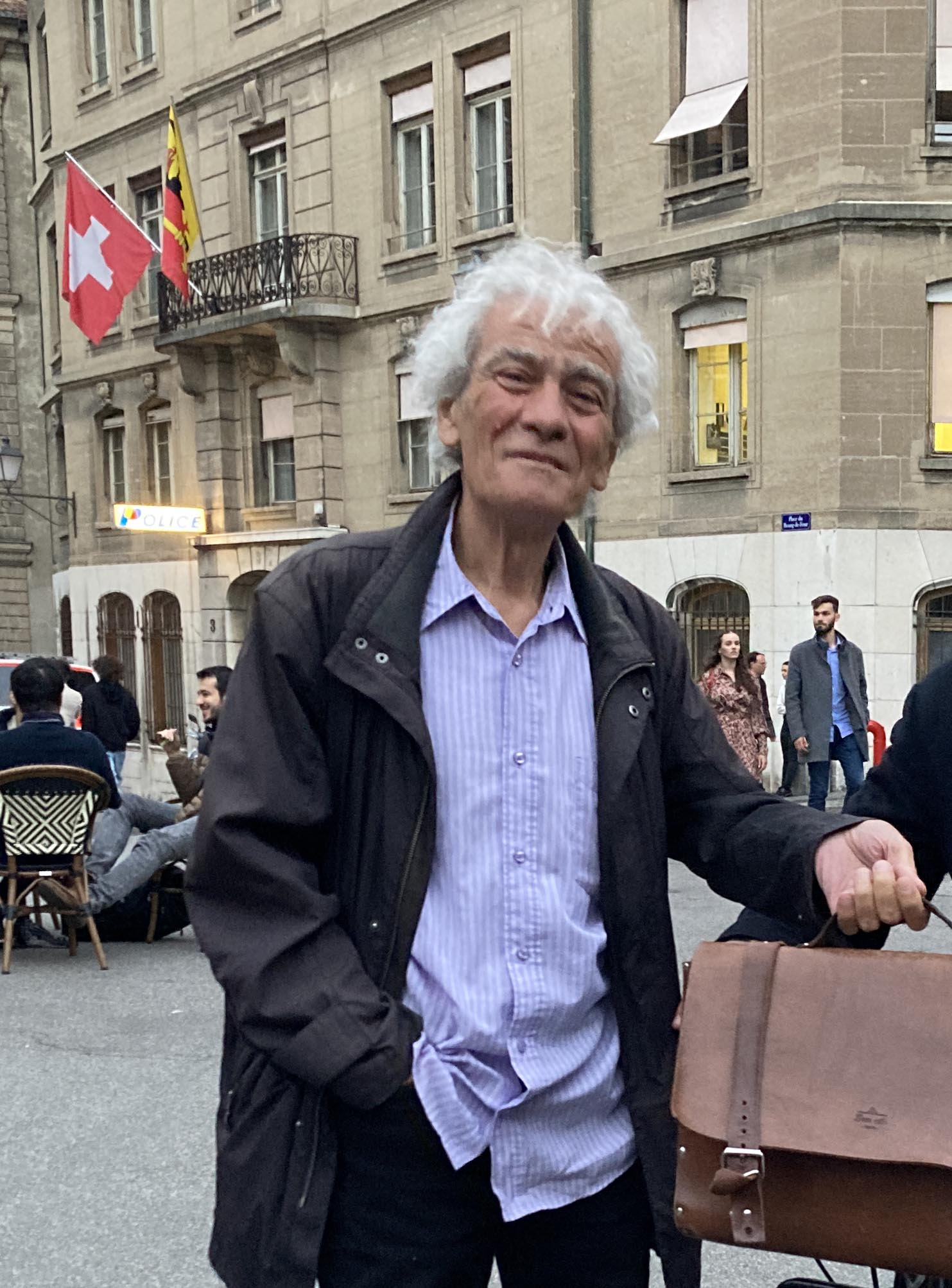
Gianni Motti (2022)

Gianni Motti (* 16. Juni 1958 in Sondrio, Italien) ist ein Schweizer Künstler italienischer Herkunft.

## Leben und Werk
Motti arbeitet mit unterschiedlichen Medien wie Videokunst, Fotografie, Installationen und Performances. Sein Werk ist gekennzeichnet durch die Auseinandersetzung mit politischen und gesellschaftlichen Fragen. Exemplarische Arbeiten sind ein Stück Seife, das nach Angaben des Künstlers aus dem bei Silvio Berlusconi abgesaugten Körperfett angefertigt wurde, (2006) und ein Video, das den US-amerikanischen Präsidenten George W. Bush in den Momenten vor Beginn seiner im Fernsehen ausgestrahlten Erklärung zum Beginn des Krieges gegen den Irak zeigt („Shock and Awe“, 2003). In seiner Performance „Higgs“ (2005) durchwanderte Motti die Röhre des Large Hadron Collider (LHC) des CERN. Manche seiner Aktionen und Werke sind provokativ, wie die Simulation seines eigenen Trauerzuges inmitten eines religiösen Volksfestes in Spanien (1989) oder eine Videoarbeit, die sich kritisch mit dem Raelismus auseinandersetzt. Im Jahr 1999 nahm Motti auf einer Sitzung der UN-Menschenrechtskommission den Platz des indonesischen Vertreters ein und hielt eine Rede.  Gianni Motti lebt in Genf.

## Ausstellungen

### Einzelausstellungen (Auswahl)
- 2013: Galerie Perrotin, Paris
- 2012: Migros Museum für Gegenwartskunst, Zürich
- 2009: Centre d’art contemporain, La Synagogue de Delme
- 2009: Centre d’art contemporain la Ferme du Buisson, Marne-la-Vallée
- 2008: La Criée centre d’art contemporain, Rennes
- 2007: La Salle de bain, Lyon
- 2006: Metro Pictures, New York
- 2006: Centre d’édition contemporaine, Genf
- 2006: Johnen+Schöttle, Köln
- 2004: Migros Museum für Gegenwartskunst, Zürich
- 2002: Kunstmuseum Thun
- 2001: Kunsthalle Bern
- 1999: Kunstmuseum Luzern
- 1998: Villa Arson, Nizza

### Gruppenausstellungen (Auswahl)
- 2006: 5'000'000'000 d’Années, Palais de Tokyo, Paris
- 2005: Venedig Biennale
- 2005: A Brief History of Invisible Art, Wattis Institute, San Francisco
- 2004: Schönheit des Scheiterns, Scheitern der Schönheit, Fundacio Juan Mirò, Barcelona
- 2003: Hardcore, Palais de Tokyo, Paris
- 2003: Pantalla Suiza, Centro de arte Reina Sofia, Madrid
- 2003: Attak, Kunsthalle Wien
- 2002: Protest, respect!, Kunsthalle St. Gallen
- 2002: Manifesta 4, Frankfurt am Main

## Auszeichnungen
- 2005: Prix Meret Oppenheim, Zurich
- 2012: Prix de la Société des Arts, Genf